# Pałac w Szczepowie
Pałac w Szczepowie – zabytkowy pałac w Szczepowie – przysiółku wsi Kromolin w Polsce, w województwie dolnośląskim, w powiecie głogowskim, w gminie Żukowice.

## Historia
Pałac wybudowany w drugiej połowie XVII w. W 1766 r. pałac zakupiła Anna Catharina von Schlabrendorf z domu von Otterstedt (19.09.1727 – 22.06.1784), druga żona Ernsta Wilhelma von Schlabrendorf (4.02.1719 – 14.12.1769). W latach trzydziestych XVIII wieku pałac został przebudowany w stylu barokowym, kolejna modernizacja nastąpiła w trzeciej ćwierci XIX w.Wówczas zmieniono dach, wystrój wnętrz i przebudowano piwnice. Wszystkie te zabiegi miały na celu unowocześnienie pałacu, nadanie mu, zgodnie z ówczesną modą, wyglądu francuskiego zameczku. Ród von Schlabrendorfów mieszkał w majątku do 1945 roku. Zniszczony pod koniec II wojny światowej, został wyremontowany w 1965 roku z przeznaczeniem na ośrodek szkoleniowo-wypoczynkowy. Obecnie pałac jest własnością prywatną. Obiekt wraz z dwoma oficynami, z XVIII wieku, przebudowanymi w XIX wieku; budynkiem mieszkalnym, z lat 1795-99; stodołą, z pierwszej połowy XIX wieku; park krajobrazowy, z XVII-XIX wieku, otoczonym ceglanym murem, zaliczanym do najciekawszych na tych terenach, w którym występują cenne, tropikalne okazy, np. jodła nikko, cypryśniki, kłęk kanadyjski, orzech czarny i wiele innych oraz z mauzoleum rodziny Schlabrendorfów – kaplicą grobową z pierwszej połowy XIX wieku, obecnie kaplicą rzymskokatolicką pw. Jezusa Miłosiernego stanowi zespół pałacowy.
Nad bramą do pałacu  znajduje się kartusz herbowym  z herbami: rodu von Otterstedt (po lewej) oraz rodu von Schlabrendorf (po prawej). Obecnie pałac jest własnością Krzysztofa Rutkowskiego.

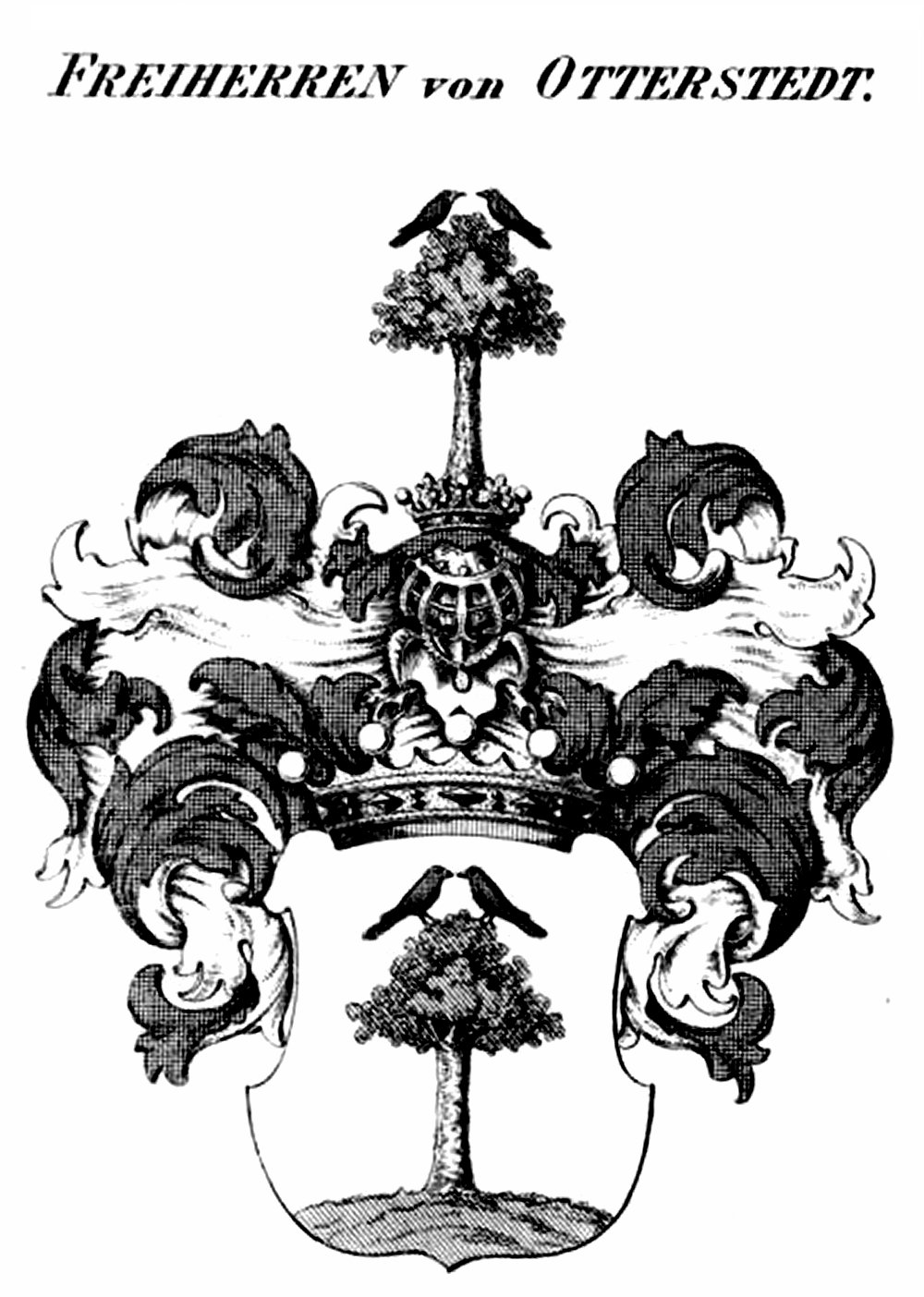
Herb von Otterstedt
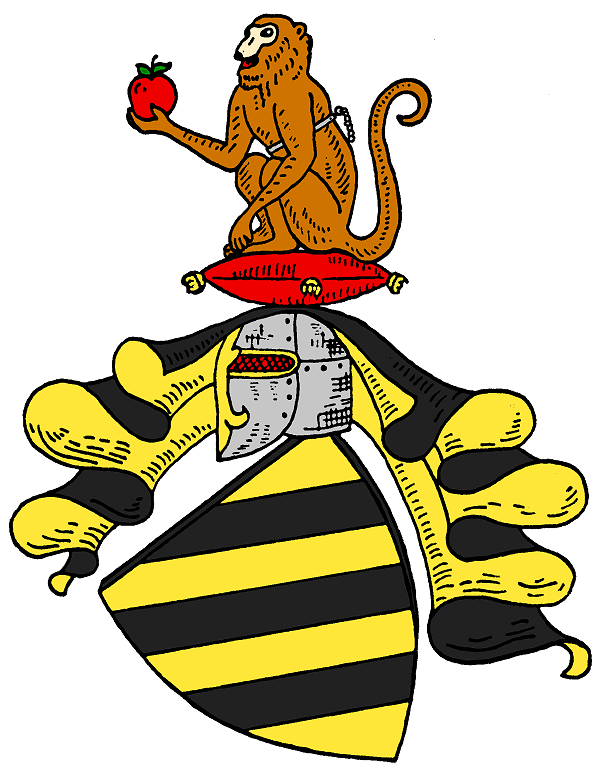
Herb von Schlabrendorf
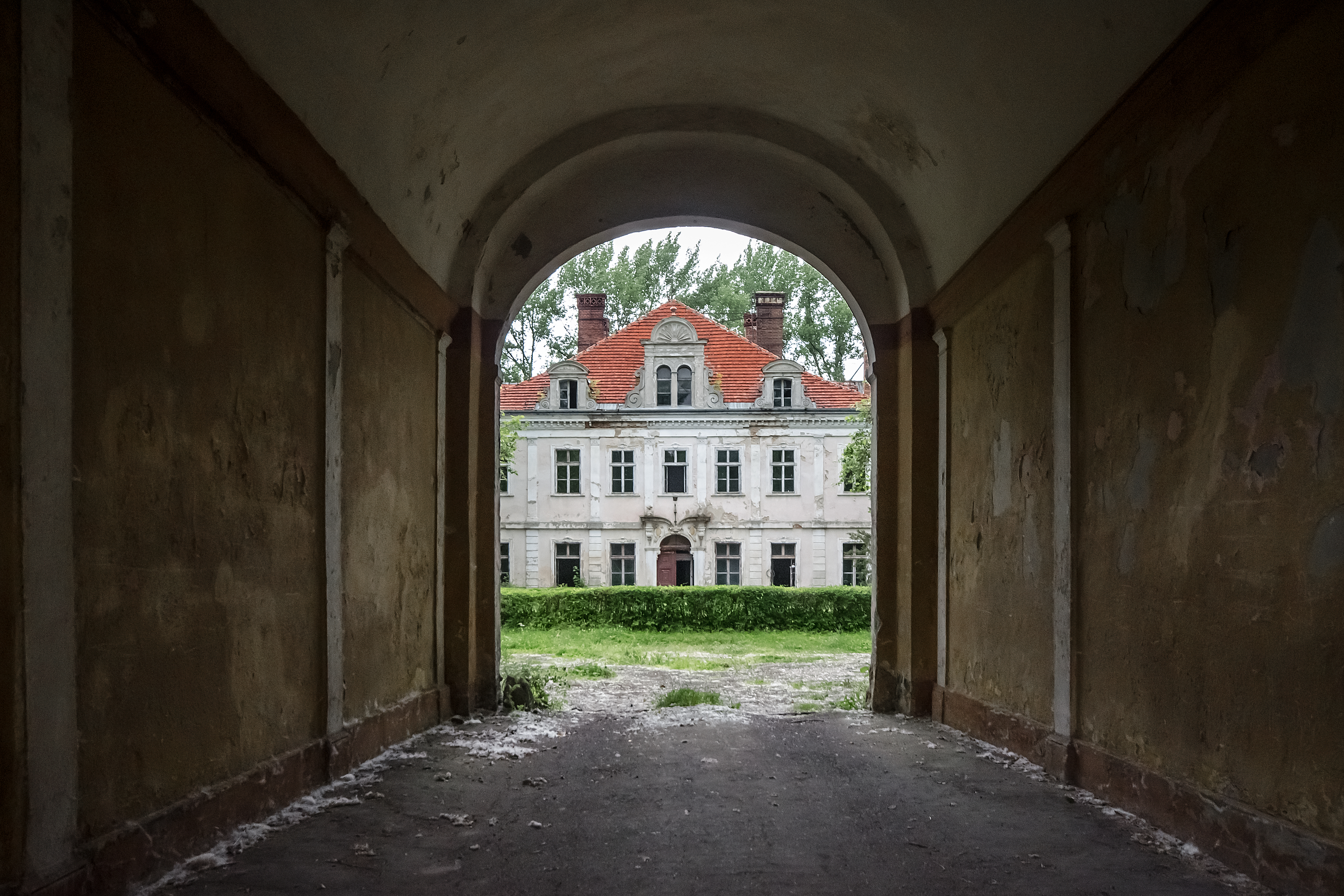